# Алаба, Давид
Дави́д Олатокунбо Алаба (нем. David Olatokunbo Alaba; род. 24 июня 1992, Вена, Австрия) — австрийский футболист, защитник клуба «Реал Мадрид» и сборной Австрии.

## Семья
Мать Алабы Джина — филиппинка, медсестра а отец Джордж — нигериец, диджей, бывший рэпер. Также у футболиста есть сестра Роуз. В детстве посещал различные спортивные секции, добился значительных успехов в беге на коротких дистанциях и прыжках в длину. В возрасте девяти лет был отдан в академию футбольного клуба «Асперн», базировавшегося в родном районе Алабы. Менее чем через год был замечен скаутами «Аустрии», которые взяли его в свою академию.

## Карьера

### Клубная

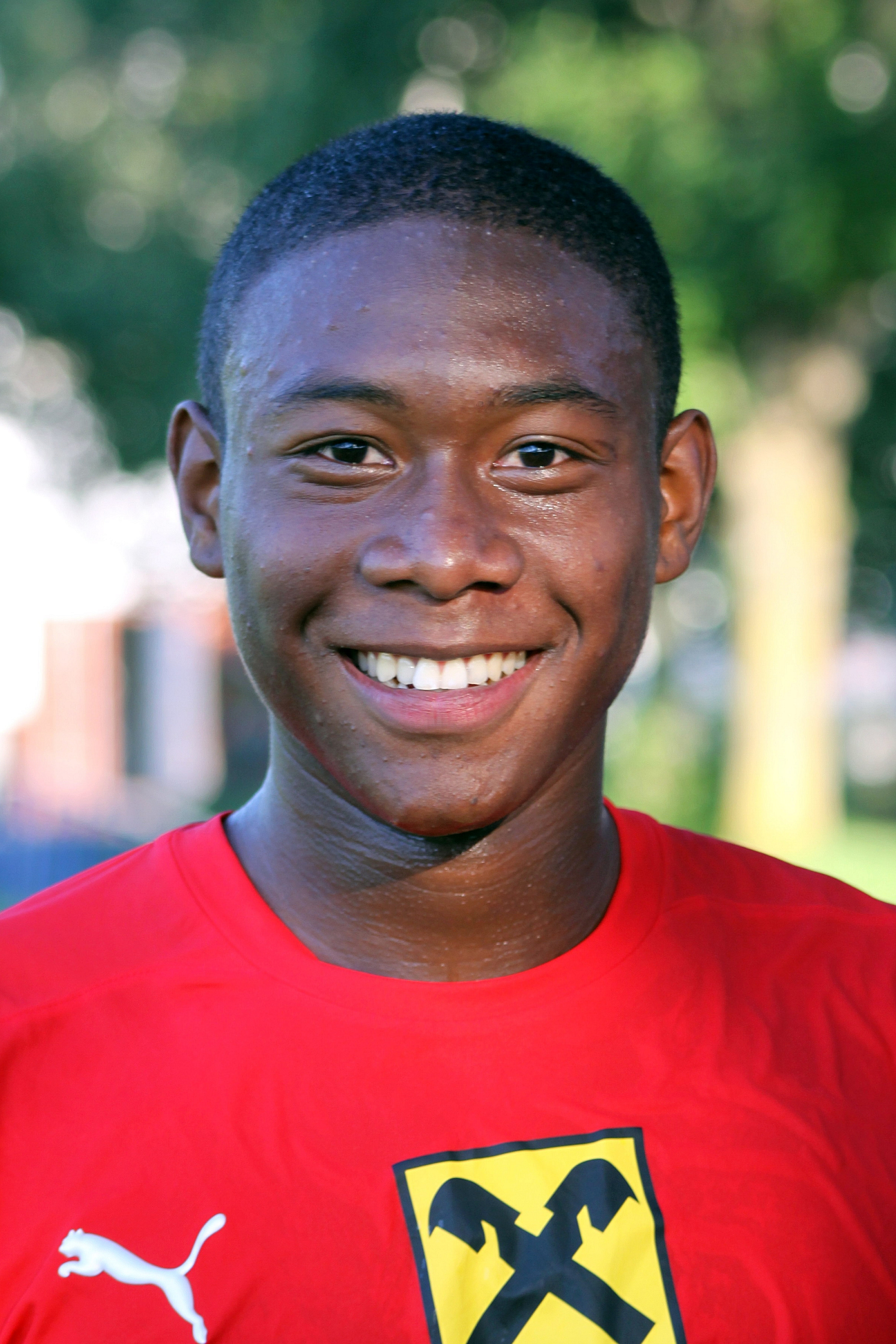
Алаба в составе молодёжной сборной Австрии

В течение шести лет выступал за различные детские и юношеские группы венской команды, пока в 2008 году не появился на скамейке запасных основного состава. Проведя 5 матчей за резервный состав «Аустрии», летом того же года Давид перебрался в мюнхенскую «Баварию». В сезоне 2009/10 Алаба впервые попал в состав резервной команды из Мюнхена, дебютировав в её составе в августе 2009 года в матче Третьей лиги против дрезденского «Динамо». 29 августа того же года Давид забил свой первый гол в составе резервистов «Баварии». В то же время было объявлено о том, что Алаба был включён в заявку основной команды для участия в Лиге чемпионов. В январе 2010 года стал привлекаться к тренировкам основы мюнхенского клуба. В сезоне 2008/09 Давид был ассистентом тренера команды «Баварии» до 11 лет.
10 февраля Алаба дебютировал в основном составе «Баварии», выйдя на поле на 59-й минуте матча на Кубок Германии против «Гройтер Фюрта», заменив Кристиана Лелля. Уже через минуту Давид сделал голевую передачу на Франка Рибери, забившего победный гол. Алаба стал самым молодым игроком «Баварии» в официальных матчах. На тот момент ему было 17 лет, 7 месяцев и 8 дней. 6 марта в матче 25-го тура против «Кёльна» дебютировал в Бундеслиге, выйдя на замену на 73-й минуте вместо Диего Контенто. Спустя 3 дня Алаба сыграл свой первый матч в Лиге чемпионов. Это была игра 2-го тура против «Фиорентины».
10 июня 2011 года «Бавария» подписала с игроком новый контракт до 2015 года. В матче против «Ювентуса» 2 апреля 2013 года Алаба забил один из самых быстрых голов в истории Лиги чемпионов. Он отличился на 25-й секунде матча.

### В сборной
Давид Алаба дебютировал в составе сборной Австрии в возрасте 17 лет 14 октября 2009 года в матче отборочного цикла на чемпионат мира 2010 года против сборной Франции, выйдя на замену на 79-й минуте вместо Кристиана Фукса.

## Клубная статистика
Данные на 23 апреля 2025 года
| Выступление      | Выступление      | Выступление      | Лига | Лига | Кубок страны | Кубок страны | Еврокубки | Еврокубки | Прочие | Прочие | Итого | Итого |
| Клуб             | Лига             | Сезон            | Игры | Голы | Игры         | Голы         | Игры      | Голы      | Игры   | Голы   | Игры  | Голы  |
| ---------------- | ---------------- | ---------------- | ---- | ---- | ------------ | ------------ | --------- | --------- | ------ | ------ | ----- | ----- |
| → Бавария II     | Третья лига      | 2009/10          | 23   | 1    | —            | —            | —         | —         | —      | —      | 23    | 1     |
| → Бавария II     | Третья лига      | 2010/11          | 10   | 0    | —            | —            | —         | —         | —      | —      | 10    | 0     |
| → Бавария II     | Итого            | Итого            | 33   | 1    | —            | —            | —         | —         | —      | —      | 33    | 1     |
| Бавария          | Бундеслига       | 2009/10          | 3    | 0    | 1            | 0            | 2         | 0         | 0      | 0      | 6     | 0     |
| Бавария          | Бундеслига       | 2010/11          | 2    | 0    | 1            | 0            | 0         | 0         | 0      | 0      | 3     | 0     |
| Бавария          | Бундеслига       | 2011/12          | 30   | 2    | 6            | 1            | 11        | 0         | 0      | 0      | 47    | 3     |
| Бавария          | Бундеслига       | 2012/13          | 23   | 3    | 4            | 0            | 11        | 2         | 0      | 0      | 38    | 5     |
| Бавария          | Бундеслига       | 2013/14          | 28   | 2    | 5            | 0            | 12        | 2         | 4      | 0      | 49    | 4     |
| Бавария          | Бундеслига       | 2014/15          | 19   | 2    | 3            | 3            | 6         | 0         | 1      | 0      | 29    | 5     |
| Бавария          | Бундеслига       | 2015/16          | 30   | 1    | 5            | 0            | 10        | 1         | 1      | 0      | 46    | 2     |
| Бавария          | Бундеслига       | 2016/17          | 32   | 4    | 5            | 1            | 9         | 0         | 1      | 0      | 47    | 5     |
| Бавария          | Бундеслига       | 2017/18          | 23   | 2    | 6            | 0            | 7         | 0         | 0      | 0      | 36    | 2     |
| Бавария          | Бундеслига       | 2018/19          | 31   | 3    | 4            | 0            | 7         | 0         | 1      | 0      | 43    | 3     |
| Бавария          | Бундеслига       | 2019/20          | 28   | 1    | 5            | 1            | 8         | 0         | 1      | 0      | 42    | 2     |
| Бавария          | Бундеслига       | 2020/21          | 32   | 2    | 1            | 0            | 9         | 0         | 3      | 0      | 45    | 2     |
| Бавария          | Итого            | Итого            | 281  | 22   | 46           | 6            | 92        | 5         | 12     | 0      | 431   | 33    |
| → Хоффенхайм     | Бундеслига       | 2010/11          | 17   | 2    | 1            | 0            | —         | —         | —      | —      | 18    | 2     |
| → Хоффенхайм     | Итого            | Итого            | 17   | 2    | 1            | 0            | —         | —         | —      | —      | 18    | 2     |
| Реал Мадрид      | Примера          | 2021/22          | 30   | 2    | 3            | 0            | 12        | 1         | 1      | 0      | 46    | 3     |
| Реал Мадрид      | Примера          | 2022/23          | 23   | 1    | 2            | 0            | 12        | 1         | 2      | 0      | 39    | 2     |
| Реал Мадрид      | Примера          | 2023/24          | 14   | 0    | 0            | 0            | 3         | 0         | 0      | 0      | 17    | 0     |
| Реал Мадрид      | Примера          | 2024/25          | 7    | 0    | 2            | 0            | 5         | 0         | 0      | 0      | 14    | 0     |
| Реал Мадрид      | Итого            | Итого            | 74   | 3    | 7            | 0            | 32        | 2         | 3      | 0      | 116   | 5     |
| Всего за карьеру | Всего за карьеру | Всего за карьеру | 405  | 28   | 54           | 6            | 124       | 7         | 15     | 0      | 598   | 41    |

#### Матчи и голы за сборную Австрии (до 21)
| Матчи и голы Давида Алабы за сборную Австрии (до 21) | Матчи и голы Давида Алабы за сборную Австрии (до 21) | Матчи и голы Давида Алабы за сборную Австрии (до 21) | Матчи и голы Давида Алабы за сборную Австрии (до 21) | Матчи и голы Давида Алабы за сборную Австрии (до 21) | Матчи и голы Давида Алабы за сборную Австрии (до 21) | Матчи и голы Давида Алабы за сборную Австрии (до 21) |
| №                                                    | Дата                                                 | Место                                                | Оппонент                                             | Счёт                                                 | Забитые голы                                         | Соревнование                                         |
| ---------------------------------------------------- | ---------------------------------------------------- | ---------------------------------------------------- | ---------------------------------------------------- | ---------------------------------------------------- | ---------------------------------------------------- | ---------------------------------------------------- |
| 1                                                    | 5 сентября 2009                                      | Мариа-Энцерсдорф, Австрия                            | Шотландия (до 21)                                    | 1:0                                                  | —                                                    | Отборочный матч ЧЕ-2011                              |
| 2                                                    | 9 сентября 2009                                      | Винер-Нойдорф, Австрия                               | Албания (до 21)                                      | 3:1                                                  | —                                                    | Отборочный матч ЧЕ-2011                              |
| 3                                                    | 10 октября 2009                                      | Баку, Азербайджан                                    | Азербайджан (до 21)                                  | 1:2                                                  | —                                                    | Отборочный матч ЧЕ-2011                              |
| 4                                                    | 13 ноября 2009                                       | Тирана, Албания                                      | Албания (до 21)                                      | 2:2                                                  | —                                                    | Отборочный матч ЧЕ-2011                              |
| 5                                                    | 11 августа 2010                                      | Пашинг, Австрия                                      | Беларусь (до 21)                                     | 3:3                                                  | —                                                    | Отборочный матч ЧЕ-2011                              |

Итого: 5 матчей; 3 победы, 2 ничьих, 0 поражений.

#### Матчи и голы за сборную Австрии
| Матчи и голы Давида Алабы за сборную Австрии | Матчи и голы Давида Алабы за сборную Австрии | Матчи и голы Давида Алабы за сборную Австрии | Матчи и голы Давида Алабы за сборную Австрии | Матчи и голы Давида Алабы за сборную Австрии | Матчи и голы Давида Алабы за сборную Австрии | Матчи и голы Давида Алабы за сборную Австрии |
| №                                            | Дата                                         | Место                                        | Оппонент                                     | Счёт                                         | Забитые голы                                 | Соревнование                                 |
| -------------------------------------------- | -------------------------------------------- | -------------------------------------------- | -------------------------------------------- | -------------------------------------------- | -------------------------------------------- | -------------------------------------------- |
| 1                                            | 14 октября 2009                              | Париж, Франция                               | Франция                                      | 3:1                                          | —                                            | Отборочный матч ЧМ-2010                      |
| 2                                            | 18 ноября 2009                               | Вена, Австрия                                | Испания                                      | 1:5                                          | —                                            | Товарищеский матч                            |
| 3                                            | 3 марта 2010                                 | Вена, Австрия                                | Дания                                        | 2:1                                          | —                                            | Товарищеский матч                            |
| 4                                            | 7 сентября 2010                              | Вальс-Зиценхайм, Австрия                     | Казахстан                                    | 2:0                                          | —                                            | Отборочный матч ЧЕ-2012                      |
| 5                                            | 17 ноября 2010                               | Вена, Австрия                                | Греция                                       | 1:2                                          | —                                            | Товарищеский матч                            |
| 6                                            | 9 февраля 2011                               | Эйндховен, Нидерланды                        | Нидерланды                                   | 1:3                                          | —                                            | Товарищеский матч                            |
| 7                                            | 25 марта 2011                                | Вена, Австрия                                | Бельгия                                      | 0:2                                          | —                                            | Отборочный матч ЧЕ-2012                      |
| 8                                            | 29 марта 2011                                | Стамбул, Турция                              | Турция                                       | 0:2                                          | —                                            | Отборочный матч ЧЕ-2012                      |
| 9                                            | 3 июня 2011                                  | Вена, Австрия                                | Германия                                     | 1:2                                          | —                                            | Отборочный матч ЧЕ-2012                      |
| 10                                           | 7 июня 2011                                  | Грац, Австрия                                | Латвия                                       | 3:1                                          | —                                            | Товарищеский матч                            |
| 11                                           | 10 августа 2011                              | Клагенфурт, Австрия                          | Словакия                                     | 1:2                                          | —                                            | Товарищеский матч                            |
| 12                                           | 2 сентября 2011                              | Гельзенкирхен, Германия                      | Германия                                     | 2:6                                          | —                                            | Отборочный матч ЧЕ-2012                      |
| 13                                           | 6 сентября 2011                              | Вена, Австрия                                | Турция                                       | 0:0                                          | —                                            | Отборочный матч ЧЕ-2012                      |
| 14                                           | 7 октября 2011                               | Мардакан, Азербайджан                        | Азербайджан                                  | 4:1                                          | —                                            | Отборочный матч ЧЕ-2012                      |
| 15                                           | 11 октября 2011                              | Астана, Казахстан                            | Казахстан                                    | 0:0                                          | —                                            | Отборочный матч ЧЕ-2012                      |
| 16                                           | 15 ноября 2011                               | Львов, Украина                               | Украина                                      | 1:2                                          | —                                            | Товарищеский матч                            |
| 17                                           | 29 февраля 2012                              | Клагенфурт, Австрия                          | Финляндия                                    | 3:1                                          | —                                            | Товарищеский матч                            |

Итого: 17 матчей; 6 побед, 2 ничьих, 9 поражений.

## Достижения

### Командные
«Бавария»
- Чемпион Германии (10): 2009/10, 2012/13, 2013/14, 2014/15, 2015/16, 2016/17, 2017/18, 2018/19, 2019/20, 2020/21
- Обладатель Кубка Германии (6): 2009/10, 2012/13, 2013/14, 2015/16, 2018/19, 2019/20
- Обладатель Суперкубка Германии (6): 2010, 2012, 2016, 2017, 2018, 2020
- Победитель Лиги чемпионов УЕФА (2): 2012/13, 2019/20
- Обладатель Суперкубка УЕФА (2): 2013, 2020
- Победитель Клубного чемпионата мира (2): 2013, 2020

Итого: 28 трофеев
«Реал Мадрид»
- Чемпион Испании (2): 2021/22, 2023/24
- Обладатель Кубка Испании: 2022/23
- Обладатель Суперкубка Испании (2): 2021/22, 2023/24
- Победитель Лиги чемпионов УЕФА (2): 2021/22, 2023/24
- Обладатель Суперкубка УЕФА (2): 2022, 2024
- Победитель Клубного чемпионата мира: 2022

Итого: 10 трофеев

### Личные
- Футболист года в Австрии (8): 2011, 2012, 2013, 2014, 2015, 2016, 2020, 2021
- Вошел в состав команды года по версии УЕФА (3): 2013, 2014, 2015
- Вошел в состав символической сборной чемпионата Германии (2): 2014/15, 2015/16
- Член сборной FIFPro: 2021